# El gran debate
El gran debate fue un programa de debates, producido por La Fábrica de la Tele y emitido en Telecinco desde el 14 de enero de 2012 hasta el 31 de agosto de 2013. Este formato estaba presentado por Jordi González y Sandra Barneda. Era un programa que se emitía semanalmente, concretamente los sábados a las 22:00 horas.

## Historia
El gran debate se estrenó el sábado 14 de enero de 2012 en horario de máxima audiencia (prime time), con periodicidad semanal y de la mano de Jordi González y Sandra Barneda. El programa nació como escisión del programa La Noria con el objetivo de lavar la imagen de Telecinco, a causa de las críticas y la retirada masiva de anunciantes, tras la polémica situación que vivió la cadena en octubre de 2011 con la entrevista a la madre de "El Cuco" en La Noria.
A finales del mes de julio de 2013, Mediaset España anunció la preparación de Abre los ojos... y mira, un programa de entretenimiento con Emma García para el prime time de los sábados, por lo que el programa de Jordi González y Sandra Barneda desapareció de la parrilla de Telecinco al acabar la temporada televisiva 2012-2013. Aun así, aunque el programa acabara el 31 de agosto de 2013, Jordi González afirmó que dejaba las puertas entreabiertas por si algún día, a alguien se le ocurría abrir la bombilla.

## Formato
El gran debate era un programa que abordaba la actualidad social de la semana con mesas de debate político y social acompañadas de reportajes de investigación. El formato era muy parecido al de La Noria, pero con contenidos más serios.

### Estructura
El programa se estructuraba en tres partes:
- Una serie de breves reportajes. A lo largo de cada emisión, El gran debate iba ofreciendo una serie de breves reportajes que servían como elemento vertebrador del programa, arrojando luz en forma de datos y diferentes puntos de vista que enriquecían la confrontación de ideas.
- Una Fila Cero. El gran debate habilitaba en cada edición una Fila Cero ocupada por una serie de personas y profesionales con un vínculo directo con el tema central del debate. Sandra Barneda los acompañaba cada semana y recogía los testimonios relacionados con su experiencia personal sobre el asunto principal del programa.
- Sondeos. El gran debate realizaba además cada semana una completa radiografía de la percepción que los españoles tienen sobre distintos aspectos vinculados al gran tema central que se abordaba en cada edición a través de encuestas exclusivas encargadas a la empresa de estudios Sigma Dos, que realiza semanalmente entrevistas a 2000 ciudadanos para pulsar su opinión. Para ello, se les formulaban ocho preguntas que abordaban desde diferentes puntos de vista el asunto tratado. Sandra Barneda se encargaba de desgranar este análisis demoscópico ofreciendo las principales conclusiones del sondeo.

## Equipo técnico
- Producción: La Fábrica de la Tele

### Presentador
- (2012-2013) Jordi González

### Copresentadora
- (2012-2013) Sandra Barneda
- (2013) Beatriz Montañez

### Colaboradores
- (2012-2013) Pilar Rahola
- (2012-2013) Alfonso Rojo
- (2012-2013) Isabel Durán
- (2012-2013) Enric Sopena
- (2012-2013) Jorge Verstrynge
- (2012) Alfonso Merlos
- (2012-2013) Miguel Ángel Rodríguez Bajón
- (2012-2013) Melchor Miralles
- (2012-2013) Carmelo Encinas
- (2012-2013) Emilia Zaballos
- (2012-2013) Iñaki Anasagasti
- (2012-2013) Cuca García de Vinuesa
- (2012-2013) César Sinde
- (2012-2013) Antonio Miguel Carmona
- (2012-2013) Ignacio Escolar
- (2012-2013) Montse Suárez
- (2013) Javier Sardà
- (2013) Bibiana Fernández
- (2013) Silvia Tortosa

### Antiguos
- (2012-2013) Sandra Barneda
- (2012) Milena Martín
- (2013) María Antonia Iglesias
- (2013) Isabel San Sebastián

## Temporadas

### Temporada 1: 2012
| Programas emitidos. (Evolución semanal) | Programas emitidos. (Evolución semanal)                            | Programas emitidos. (Evolución semanal) | Programas emitidos. (Evolución semanal) | Programas emitidos. (Evolución semanal) |
| Programas                               | Título de debate                                                   | Fecha de emisión                        | Espectadores                            | Share                                   |
| --------------------------------------- | ------------------------------------------------------------------ | --------------------------------------- | --------------------------------------- | --------------------------------------- |
| 1                                       | «Trabajo: ¿a qué precio?»                                          | 14 de enero de 2012                     | 2.182.000                               | 12,5%                                   |
| 2                                       | «¿Confía en la justicia?»                                          | 21 de enero de 2012                     | 2.534.000                               | 15,3%                                   |
| 3                                       | «¿Se acaba la Sanidad Pública?»                                    | 28 de enero de 2012                     | 1.984.000                               | 11,4%                                   |
| 4                                       | «¿Es la vivienda un derecho o un lujo?»                            | 4 de febrero de 2012                    | 2.019.000                               | 11,3%                                   |
| 5                                       | «¿Olvidar la dictadura o investigarla?»                            | 11 de febrero de 2012                   | 2.296.000                               | 13,4%                                   |
| 6                                       | «La educación española: ¿Aprueba o suspende?»                      | 18 de febrero de 2012                   | 1.751.000                               | 11,1%                                   |
| 7                                       | «Iñaki Urdangarin, ¿Inocente o culpable?»                          | 25 de febrero de 2012                   | 2.422.000                               | 15,4%                                   |
| 8                                       | «¿Existe la dieta perfecta?»                                       | 3 de marzo de 2012                      | 1.986.000                               | 12,3%                                   |
| 9                                       | «La reforma laboral: ¿Crea o destruye empleo?»                     | 10 de marzo de 2012                     | 1.938.000                               | 11,6%                                   |
| 10                                      | «¿Hay que limitar el derecho al aborto?»                           | 17 de marzo de 2012                     | 1.849.000                               | 12,0%                                   |
| 11                                      | «¿Estamos desprotegidos ante las estafas?»                         | 24 de marzo de 2012                     | 1.992.000                               | 13,0%                                   |
| 12                                      | «¿Se debe legalizar la prostitución?»                              | 31 de marzo de 2012                     | 1.933.000                               | 12,6%                                   |
| 13                                      | «¿Existe el amor para toda la vida?»                               | 7 de abril de 2012                      | 1.428.000                               | 10,2%                                   |
| 14                                      | «¿Seguimos siendo machistas?»                                      | 14 de abril de 2012                     | 1.480.000                               | 8,5% m                                  |
| 15                                      | «Juntos podemos, juntos debemos»                                   | 21 de abril de 2012                     | 1.677.000                               | 13,6%                                   |
| 16                                      | «Niños robados»                                                    | 28 de abril de 2012                     | 1.843.000                               | 14,9%                                   |
| 17                                      | «Niños robados 2»                                                  | 5 de mayo de 2012                       | 1.635.000                               | 12,5%                                   |
| 18                                      | «¿Peligran nuestros ahorros?»                                      | 12 de mayo de 2012                      | 1.642.000                               | 14,5%                                   |
| 19                                      | «Gibraltar ¿español?»                                              | 19 de mayo de 2012                      | 1.581.000                               | 13,3%                                   |
| 20                                      | «¿Es un delito pitar contra el himno nacional?»                    | 26 de mayo de 2012                      | 1.336.000                               | 10,4%                                   |
| 21                                      | «Al borde del rescate»                                             | 2 de junio de 2012                      | 1.406.000                               | 12,6%                                   |
| 22                                      | «El rescate bancario»                                              | 9 de junio de 2012                      | 1.437.000                               | 13,8%                                   |
| 23                                      | «¿Dimitirá Dívar?»                                                 | 16 de junio de 2012                     | 1.546.000                               | 15,8%                                   |
| 24                                      | «25 aniversario del atentado de Hipercor»                          | 23 de junio de 2012                     | 1.080.000                               | 15,3%                                   |
| 25                                      | «Pasión por la roja»                                               | 30 de junio de 2012                     | 1.322.000                               | 13,8%                                   |
| 26                                      | «Seis meses de gobierno de Rajoy: ¿Aprueba o suspende?»            | 7 de julio de 2012                      | 1.213.000                               | 13,2%                                   |
| 27                                      | «15 años sin Miguel Ángel Blanco»                                  | 14 de julio de 2012                     | 1.280.000                               | 14,9%                                   |
| 28                                      | «¿Está España a punto del rescate?»                                | 21 de julio de 2012                     | 1.212.000                               | 14,4%                                   |
| 29                                      | «Reforma de la ley del aborto»                                     | 28 de julio de 2012                     | 1.174.000                               | 13,3%                                   |
| 30                                      | «¿Robar en España sale barato?»                                    | 4 de agosto de 2012                     | 1.099.000                               | 13,1%                                   |
| 31                                      | «¿Sanidad gratuita para todos?»                                    | 11 de agosto de 2012                    | 1.420.000                               | 17,6%                                   |
| 32                                      | «Vacaciones: ¿Siempre en España?»                                  | 18 de agosto de 2012                    | 1.212.000                               | 15,4%                                   |
| 33                                      | «Ecce Homo, la anécdota del verano»                                | 25 de agosto de 2012                    | 1.416.000                               | 17,3%                                   |
| 34                                      | «La cara oculta de José Bretón»                                    | 1 de septiembre de 2012                 | 1.702.000                               | 18,1% M                                 |
| 35                                      | «Angela Merkel visita España»                                      | 8 de septiembre de 2012                 | 1.383.000                               | 15,1%                                   |
| 36                                      | «Cataluña: ¿Independencia?»                                        | 15 de septiembre de 2012                | 1.461.000                               | 15,1%                                   |
| 37                                      | «Análisis de la controvertida dimisión de Esperanza»               | 22 de septiembre de 2012                | 1.470.000                               | 12,8%                                   |
| 38                                      | «El movimiento 25-S, a debate»                                     | 29 de septiembre de 2012                | 1.851.000                               | 14,4%                                   |
| 39                                      | «La figura del presidente del Gobierno, a debate»                  | 6 de octubre de 2012                    | 1.529.000                               | 12,3%                                   |
| 40                                      | «12 de octubre: ¿día de todos los españoles?»                      | 13 de octubre de 2012                   | 1.690.000                               | 13,7%                                   |
| 41                                      | «La mafia china, a debate»                                         | 20 de octubre de 2012                   | 2.011.000                               | 14,7%                                   |
| 42                                      | «El crimen de Salobral, ¿tragedia anunciada?»                      | 27 de octubre de 2012                   | 1.933.000                               | 13,8%                                   |
| 43                                      | «Madrid Arena, ¿una tragedia que se pudo evitar?»                  | 3 de noviembre de 2012                  | 1.775.000                               | 12,9%                                   |
| 44                                      | «El drama de los desahucios y la gestión de Ana Botella, a debate» | 10 de noviembre de 2012                 | 2.159.000                               | 15,0%                                   |
| 45                                      | «Mas y Pujol, ¿corrupción y cuentas en Suiza?»                     | 17 de noviembre de 2012                 | 1.971.000                               | 15,1%                                   |
| 46                                      | «Las caras de los desahucios y la salud del rey, a debate»         | 24 de noviembre de 2012                 | 2.012.000                               | 15,5%                                   |
| 47                                      | «Entrevistas exclusivas a Jesús Hermida y Begoña Ruiz-Mateos»      | 1 de diciembre de 2012                  | 1.794.000                               | 12,7%                                   |
| 48                                      | «Las sombras que rodean a Díaz Ferrán»                             | 8 de diciembre de 2012                  | 1.934.000                               | 14,5%                                   |
| 49                                      | «La otra cara de Jorge Javier Vázquez»                             | 15 de diciembre de 2012                 | 1.849.000                               | 14,4%                                   |
| 50                                      | «El referéndum catalán, a debate»                                  | 22 de diciembre de 2012                 | 1.433.000                               | 11,8%                                   |
| 51                                      | «Mariano Rajoy, a debate»                                          | 29 de diciembre de 2012                 | 1.834.000                               | 14,2%                                   |

### Temporada 2: 2013
| Programas emitidos. (Evolución semanal) | Programas emitidos. (Evolución semanal)                       | Programas emitidos. (Evolución semanal) | Programas emitidos. (Evolución semanal) | Programas emitidos. (Evolución semanal) |
| Programas                               | Título de debate                                              | Fecha de emisión                        | Espectadores                            | Share                                   |
| --------------------------------------- | ------------------------------------------------------------- | --------------------------------------- | --------------------------------------- | --------------------------------------- |
| 1                                       | «Los niños, protagonistas del Pequeño Gran Debate»            | 5 de enero de 2013                      | 1.332.000                               | 10,7%                                   |
| 2                                       | «El mercado laboral, a examen»                                | 12 de enero de 2013                     | 1.824.000                               | 13,5%                                   |
| 3                                       | «A debate, el escándalo de corrupción de Luis Bárcenas»       | 19 de enero de 2013                     | 2.151.000                               | 15,4%                                   |
| 4                                       | «Las últimas horas de Enrique Morente»                        | 26 de enero de 2013                     | 1.749.000                               | 12,8%                                   |
| 5                                       | «Los papeles de Bárcenas»                                     | 2 de febrero de 2013                    | 2.080.000                               | 15,2%                                   |
| 6                                       | «Últimas novedades sobre el caso Bárcenas»                    | 9 de febrero de 2013                    | 2.245.000                               | 16,8%                                   |
| 7                                       | «Entrevista a la exnovia de Jordi Pujol Ferrusola»            | 16 de febrero de 2013                   | 1.986.000                               | 15,2%                                   |
| 8                                       | «Imágenes exclusivas de Urdangarin»                           | 23 de febrero de 2013                   | 1.923.000                               | 14,0%                                   |
| 9                                       | «Corinna, el nuevo tsunami de la Corona»                      | 2 de marzo de 2013                      | 1.798.000                               | 13,9%                                   |
| 10                                      | «Entrevista exclusiva Alfredo Pérez Rubalcaba»                | 9 de marzo de 2013                      | 1.768.000                               | 13,3%                                   |
| 11                                      | «¿Qué se espera del nuevo pontificado?»                       | 16 de marzo de 2013                     | 1.453.000                               | 11,2%                                   |
| 12                                      | «Entrevista a Andrew Morton»                                  | 23 de marzo de 2013                     | 1.838.000                               | 14,0%                                   |
| 13                                      | «La réplica de Andrew Morton»                                 | 30 de marzo de 2013                     | 1.474.000                               | 12,8%                                   |
| 14                                      | «Fonsi Nieto ayuda a Lucía»                                   | 6 de abril de 2013                      | 1.895.000                               | 14,0%                                   |
| 15                                      | «Si Miguel Ángel Revilla fuese presidente»                    | 13 de abril de 2013                     | 1.898.000                               | 14,1%                                   |
| 16                                      | «Entrevista a Elena Valenciano»                               | 20 de abril de 2013                     | 1.508.000                               | 11,6%                                   |
| 17                                      | «El abismo del paro»                                          | 27 de abril de 2013                     | 1.893.000                               | 14,7%                                   |
| 18                                      | «Crispación social»                                           | 4 de mayo de 2013                       | 1.612.000                               | 13,8%                                   |
| 19                                      | «Entrevista exclusiva a Consuelo Ordóñez»                     | 11 de mayo de 2013                      | 1.461.000                               | 12,4%                                   |
| 20                                      | «Bertín Osborne revoluciona el programa»                      | 18 de mayo de 2013                      | 1.592.000                               | 11,9%                                   |
| 21                                      | «Entrevista a Concha Velasco»                                 | 25 de mayo de 2013                      | 1.628.000                               | 13,9%                                   |
| 22                                      | «Entrevista a Alfonso Guerra»                                 | 1 de junio de 2013                      | 1.368.000                               | 11,7%                                   |
| 23                                      | «Polémica en torno a los ERES andaluces»                      | 8 de junio de 2013                      | 1.115.000                               | 12,3%                                   |
| 24                                      | «Palabra de Revilla»                                          | 15 de junio de 2013                     | 1.454.000                               | 15,0%                                   |
| 25                                      | «El guion de José Bretón»                                     | 22 de junio de 2013                     | 1.354.000                               | 14,7%                                   |
| 26                                      | «¿Hacienda somos todos?»                                      | 29 de junio de 2013                     | 1.223.000                               | 12,3%                                   |
| 27                                      | «¿Vuelco al caso Bretón?»                                     | 6 de julio de 2013                      | 1.273.000                               | 14,0%                                   |
| 28                                      | «Bretón: Culpable por uninamidad»                             | 13 de julio de 2013                     | 1.251.000                               | 14,2%                                   |
| 29                                      | «¿Hablará Rajoy?»                                             | 20 de julio de 2013                     | 1.096.000                               | 13,1%                                   |
| 30                                      | «España está de luto»                                         | 27 de julio de 2013                     | 1.114.000                               | 12,8%                                   |
| 31                                      | «¿Ha convencido Rajoy?»                                       | 3 de agosto de 2013                     | 960.000                                 | 12,1%                                   |
| 32                                      | «Gibraltar, ¿solo un conflicto diplomático?»                  | 10 de agosto de 2013                    | 968.000                                 | 12,7%                                   |
| 33                                      | «¿Que cada palo aguante su vela?»                             | 17 de agosto de 2013                    | 964.000                                 | 12,2%                                   |
| 34                                      | «Sumergidos en Gibraltar»                                     | 24 de agosto de 2013                    | 1.144.000                               | 14,2%                                   |
| 35                                      | «El Gran Debate apaga las luces pero solo contorna la puerta» | 31 de agosto de 2013                    | 1.628.000                               | 17,4%                                   |

## Audiencias

### Audiencia media de todas las temporadas
Estas han sido las audiencias de las temporadas del programa El gran debate.
| Temporada                         | Fecha | Cadena    | Espectadores | Share |
| --------------------------------- | ----- | --------- | ------------ | ----- |
| El gran debate: Primera temporada | 2012  | Telecinco | 1 688 000    | 13,6% |
| El gran debate: Segunda temporada | 2013  | Telecinco | 1 543 000    | 13,5% |